# Мак, Ольга
О́льга Мак (укр. Ольга Мак), урождённая О́льга Ни́ловна Петро́ва (укр. Ольга Нилівна Петрова; 20 июля 1913 года, Каменец-Подольский — 18 января 1998 года, Торонто) — украинская писательница. Член Объединения украинских писателей «Слово» и Национального союза писателей Украины (1994).

## Биография
Родилась 20 июля 1913 года в Каменце-Подольском в небогатой семье государственного чиновника Нила Семёновича Петрова. После того, как Ольге исполнилось полгода, семья перебралась в Киев. Там Петровы проживали до 1920 года, после чего, вследствие Гражданской войны, перебрались в деревню Ольховчик под Корсунем (ныне Корсунь-Шевченковский). Писательница вспоминала, что именно там, в Ольховчике, она почувствовала себя украинкой. После неожиданной и преждевременной смерти отца и двух сестер Ольги осиротевшая семья вернулась в Каменец-Подольский.
В 1929 году Ольга закончила третью семилетнюю школу в Каменце-Подольском. Работала в совхозе села Цибулевка, занималась ликвидацией безграмотности, затем поступила в техникум иностранных языков.
В конце 1931 года будущая писательница вступила в брак с учёным-языковедом, уроженцем Каменца-Подольского Вадимом Дорошенко (1905—1944), который в тот момент учился в аспирантуре. После защиты диссертации мужу предложили должность доцента в Нежинском педагогическом институте. Вслед за мужем, Ольга переехала в Нежин. Там она поступила на литературно-лингвистический факультет педагогического института, окончив его в 1938 году. 
В том же 1938 году Вадим Дорошенко был репрессирован. В 1940 году Вадима Дорошенко снова арестовали, суд приговорил его к расстрелу как врага народа, но в 1941 году приговор заменили на 10 лет лагерей. В 1944 году он скончался в Усольлаге.
В 1943 году Ольга эмигрировала из СССР. Первоначально жила в Австрии, в 1947 году переехала в Бразилию, с 1970 года жила в канадском городе Торонто. В эмиграции начала публиковаться в украинской печати под псевдонимом Ольга Мак.
В 1993 году, впервые за пятьдесят лет эмиграции, Ольга посетила Украину. Она побывала в Каменце-Подольском, где встретилась с подругой детства — подольской фольклористкой Тамарой Сис-Быстрицкой.
Ольга Мак скончалась 18 января 1998 года в Торонто. В последние два года своей жизни она практически прекратила публиковаться из-за тяжёлой болезни.

## Творчество
Ольга Мак начала писать ещё время учебы в институте, однако свои ранние произведения не издавала. Первые её рассказы появились в печати уже после эмиграции в газете «Свобода». В 1954 году в Мюнхене вышла в свет её первая книга — воспоминания о периоде сталинских репрессий «Из времён ежовщины» (укр. З часів єжовщини).
Подавляющее большинство произведений писательницы адресованы детям — как младшего, так и старшего возраста. В этих произведениях изображена молодёжь, стремящаяся к нравственному совершенствованию, ищущая свою тропинку в жизни. Для стиля письма Ольги Мак характерны импрессионистичное воодушевление, ностальгические элементы и любовь к Украине. Её герои — волевые, полные энергии люди, любящие свой народ и свою страну.
За рассказы «Дала девушка платок» (укр. Дала дівчина хустину), «В пасхальную ночь» (укр. У великодню ніч), «Столица голодного ужаса» (укр. Столиця голодного жаху) Ольга Мак получала премии на конкурсах, проводившихся Всемирной федерацией украинских женских организаций. Также она является лауреатом премии Украинского литературного фонда в Чикаго (1956).

## Избранные произведения
- Воспоминания «Из времен ежовщины» (укр. З часів єжовщини; 1954).
- Повесть в трёх томах «Бог огня» (укр. Бог вогню; 1956).
- Повесть «Диковинок» (укр. Чудасій; 1956).
- Роман-дилогия «Жаира» (укр. Жаїра; 1957—1958).
- Повесть «Лебёдка» (укр. Лебідка; 1960)
- Роман «Против убеждений» (укр. Проти переконань; 1960).
- Повесть «Куда дошла тропа» (укр. Куди йшла стежка; 1961).
- Повесть «По руслу вверх» (укр. Руслом угору; 1973).
- Повесть «Камни под косой» (укр. Каміння під косою; Торонто, 1973) — о голодоморе.
- Книга для юношества «Подзабытые сказки» (укр. Призабуті казки; 1977).
- Книга для юношества «Как Олег Царьград добыл» (укр. Як Олег Царгород здобув; 1989).

## Публикации на Украине
- Каміння під косою. — К.: Глобус, 1994. — 126 с.
- Кафедра українських студій чи Кафедра малоросіянства // Сучасність. — 1996. — № 11.
- Як Іван-великан чортів перехитрив (З призабутих казок) //Літературна Хмельниччина XX століття: Хрестоматія. — Хмельницький, 2005. — С. 117—122.